# Jonathan Harris (deportista)
Jonathan Bruce Harris (Australia, 31 de octubre de 1955) es un regatista australiano. Ganó una medalla de oro en el Sonar Mixto de Tres Personas en los Juegos Paralímpicos de Río 2016.

## Biografía
Harris nació el 31 de octubre de 1955. Perdió su mano como resultado de una explosión química cuando tenía dieciséis años. Para 2012, vivía en Oatley, Nueva Gales del Sur. Es propietario de una empresa de TI. También practica esquí y ciclismo.

## Carrera

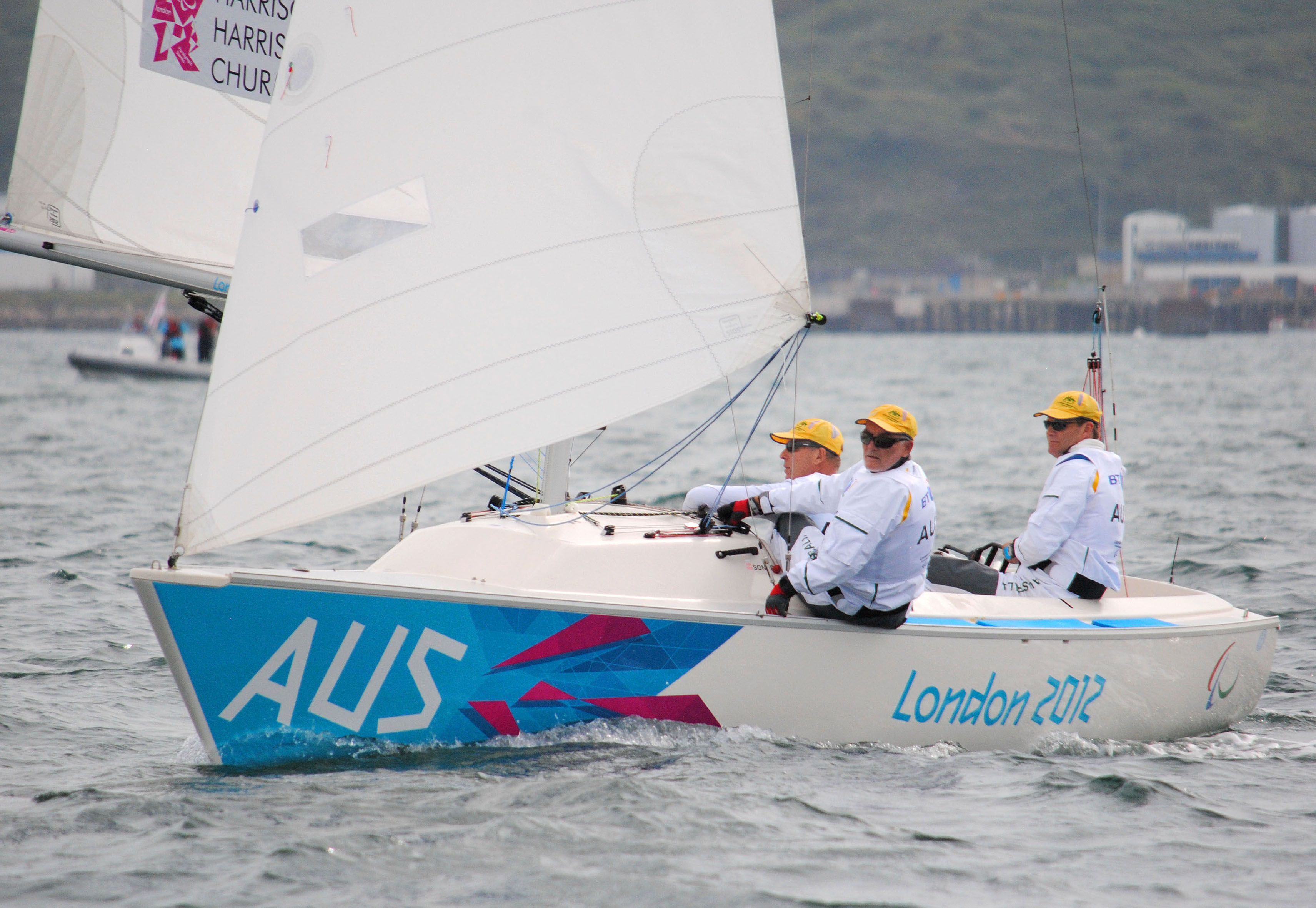
Harris, Stephen Churm y Colin Harrison navegando en los Juegos Paralímpicos de Londres 2012

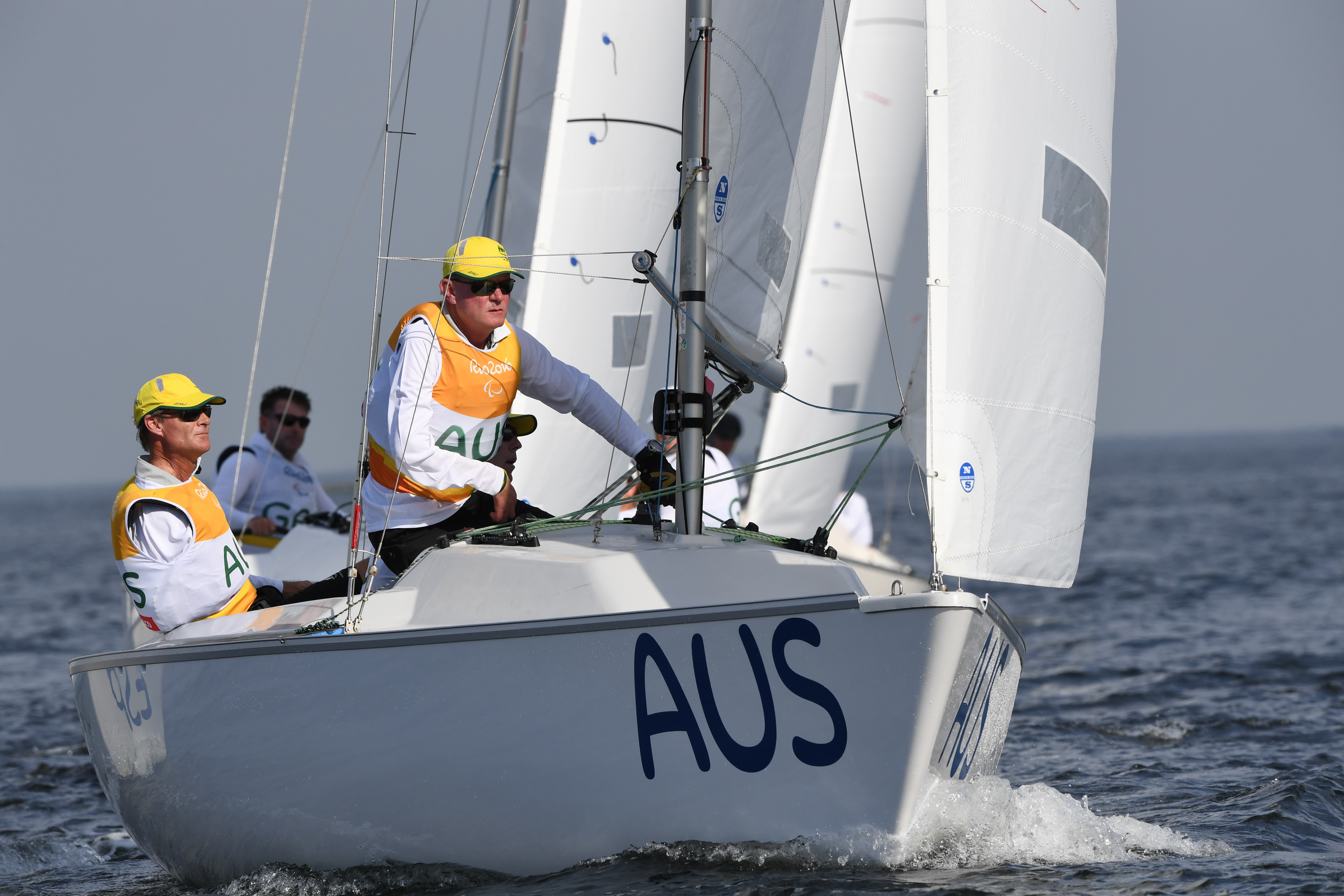
Colin Harrison, Russell Boaden y Harris navegando en los Juegos Paralímpicos de Río 2016

Harris es regatista y ha sido miembro del Cronulla Sailing Club desde muy joven. Es entrenado por Grant Alderson, en Perth. Para 2012, tenía una beca de navegación con el Instituto de Deportes de Nueva Gales del Sur.
Comenzó a navegar cuando tenía unos diez años. Ha competido dos veces (1983, 1985) en la carrera de yates de Sídney a Hobart, una distancia de poco más de 1,170   km. Representó a Australia por primera vez en 2002 en el Campeonato del Mundo en los Países Bajos, en la clase Sonar. Compitió con Colin Harrison y Stephen Churm por primera vez en el Campeonato Mundial de la Asociación Internacional de Vela para Discapacitados (IFDS) 2012 en el evento Sonar, donde el equipo terminó cuarto. En el último día de competición, él y su tripulación se enfrentaron a una velocidad de viento de 10-15 nudos.
En la Copa del Mundo de 2012 organizada por Holanda, su equipo terminó tercero en la clase Paralímpica de Sonar. Habían quedado en cuarto lugar tras el primer día de competición. Su equipo en la regata Skandia Sail for Gold 2012 en Weymouth, Inglaterra, terminó quinto en la clasificación general después del cuarto día de competencia. Fue seleccionado para representar a Australia en los Juegos Paralímpicos de Verano de 2012 en vela. Fue su primera selección paralímpica.
En el Campeonato Mundial IFDS 2013 en Kinsale, Irlanda, se asoció con Russell Boaden y Colin Harrison para ganar la medalla de bronce. En octubre de 2013, el trío fue nombrado Regatistas del Año con Discapacidad de Yachting Australia. En el Campeonato Mundial IFDS 2014 en Halifax, Canadá, se asoció con Harrison y Boaden para ganar la medalla de bronce nuevamente. En noviembre de 2014, compartió el premio Yachting Australia al regatista con discapacidad del añon con Daniel Fitzgibbon, Liesl Tesch, Colin Harrison, Russell Boaden y Matthew Bugg. El equipo australiano de seis regatistas venció a Gran Bretaña por un punto en el Campeonato del Mundo IFDS.
En el Campeonato IFDS 2015 en Australia, se asoció con Boaden y Harrison para ganar la medalla de plata detrás del equipo de Gran Bretaña. Su puntuación fue de 37,0 contra los 36,0 de Gran Bretaña. El equipo ganó la medalla de bronce en la clase de Sonar mixto de tres personas en el Campeonato Mundial 2016 celebrado en Medemblik, Holanda. Luego ganaron la medalla de oro en la misma clasificación en los Juegos Paralímpicos de Verano de 2016. Durante el evento obtuvieron tres primeros lugares y cuatro segundos lugares en el podio ganador. Fue galardonado con la Medalla de la Orden de Australia en 2017.